# Grand Canyon University
Die Grand Canyon University  (GCU) ist eine private regional akkreditierte christliche Universität in Phoenix, Arizona. 

## Zahlen zu den Studierenden und den Dozenten
Im Herbst 2021 waren 103.072 Studierende an der GCU eingeschrieben. Davon strebten 65.870 (63,9 %) ihren ersten Studienabschluss an, sie waren also undergraduates. Von diesen waren 71 % weiblich und 29 % männlich; 3 % bezeichneten sich als asiatisch, 15 % als schwarz/afroamerikanisch, 23 % als Hispanic/Latino und 48 % als weiß. 37.202 (36,1 %) arbeiteten auf einen weiteren Abschluss hin, sie waren graduates. Es lehrten 6.058 Dozenten an der Universität, davon 516 in Vollzeit und 5.542 in Teilzeit.
Basierend auf der Einschreibung von Studenten war die Grand Canyon University im Jahr 2018 die größte christliche Universität der Welt, mit 20.000 teilnehmenden Studenten auf dem Campus und 70.000 online.

## Ausbildung
Die Grand Canyon University bietet über ihre neun Colleges über 200 Bachelor-, Master- und Promotionsstudiengänge an.
- Jerry Colangelo College of Business
- College of Education
- College of Fine Arts and Production
- College of Humanities, Social Sciences
- College of Nursing and Health Care Professions
- College of Science, Engineering, and Technology
- College of Theology
- College of Doctoral Studies
- GCU Honors College